# 神戸拓光
神戸 拓光（こうべ たくみ、1985年2月23日 - ）は、茨城県牛久市出身の元プロ野球選手（外野手、内野手）。

## 経歴

### プロ入り前
中学時代のシニアリーグでは大崎雄太朗と同じクラブに所属していた。
土浦日大高から、流通経済大学へ進学。
大学では、経済学部経営学科に在籍。1年春の全日本大学野球選手権大会で最優秀新人賞を獲得した。大学通算14本塁打、ベストナイン5回。
大学時代は大変な酒豪として知られていた。チーズが大好物で、チーズプロフェッショナルの資格取得も考えている。
2006年の大学生・社会人ドラフト3巡目で指名を受け、千葉ロッテマリーンズに入団。

### プロ入り後
一年目の2007年は一軍出場はなかったが、二軍では4本塁打、34打点、二塁打はチーム2位の16本で、中距離ヒッターとしての活躍が目立った。
2008年から一塁にも挑戦し、オープン戦では一塁手で出場もした。この年は一軍出場も果たし初本塁打も放ったが、打撃の粗さは改善されず23試合の出場に留まり、シーズン中は大半を二軍で過ごした。
2010年、4月9日の対埼玉西武ライオンズ戦の1回、負傷退場した福浦和也の代打として急遽出場。涌井秀章から3点本塁打を放つが、その際に派手なパフォーマンスをした事が西武側を刺激。直後の打席で死球を受け、神戸本人は一切怒りを表さず一塁に向かうも、報復と見たロッテのコーチの金森栄治が西武の細川亨に詰め寄るなど、あわや乱闘騒ぎとなる。神戸は試合後、はしゃぎ過ぎた件について謝罪した。
2011年、外野手や一塁手として出場したものの、22試合の出場に終わった。
2012年、オフ中の自主トレにて手の甲を骨折する大怪我を負う（全治は約2か月）。この年の一軍昇格はなく、二軍で84試合で7本塁打。
2013年は、開幕一軍に名を連ね、4月16日の対北海道日本ハムファイターズ戦の8回に3年ぶりとなる本塁打を森内壽春から放った。しかし、その間12試合で打率2割（15打数3安打）、本塁打もこの1本のみで、4月30日には再び出場選手登録を抹消された。その後は再登録されることなくレギュラーシーズンを終えた。10月、フェニックスリーグに参加中に後述のTwitterで不適切な発言をしたとされる問題を受けて、自宅謹慎処分となる。
2014年は一軍出場がなく、二軍の102試合で7本塁打を放つ。10月5日に球団から戦力外通告を受けた。

### 引退後
11月23日、現役引退を報じられた。今後は一般企業への就職を検討しているという。12月2日、自由契約公示された。
2015年、クラブチームの新波に野手兼任コーチとして入団した
。
後に、保険の営業マンに転身した。他、元東北楽天ゴールデンイーグルスの森田丈武が運営する「JOBU BASEBALL ACADEMY」の臨時バッティングコーチも務める。

## 人物
2013年7月ごろから約2年間全く更新のなかったブログが更新されるようになり、同年8月12日には1985年の同日に発生した日航ジャンボ機墜落事故に関する思いを投稿し、一部メディアで取り上げられた。
ブログは後述のTwitter問題を受けて閉鎖された。

## 不祥事
2013年10月10日に宮崎でのフェニックスリーグ参加中、自身のTwitterで「なるべくしてなった」「自業自得だ」といった内容を書き込んだ。誰に対する発言であるかは書かれなかったが、2日前の10月8日に発生した三鷹ストーカー殺人事件の被害者のことを指していると疑われ、ブログや球団に抗議が寄せられた。その後、問題の投稿を削除し、謝罪文を掲載した。当初、厳重注意だけだったが、事態を重く見た球団側は、フェニックスリーグが開催されている宮崎から呼び寄せて事情聴取、当分の間の自宅謹慎を命じると同時に、中村家國球団社長が球団の公式ホームページで「プロ野球選手としてだけではなく、一人の社会人として、あってはならない行為」などと謝罪、「経緯や事情をさらに調査したうえで最終的な対応を決定していきたい」とした。
10月22日、球団は調査した結果、このTwitterのコメントは神戸が委託したTwitter管理人が、独自に作成し掲載したもので、神戸はこれを認知していなかったと発表。球団は問題の重大性に鑑み、神戸の責任は免れないとして、フェニックスリーグへの出場停止と、10月31日までの自宅謹慎を申しつけている。同日、神戸と委託したとされる管理人が謝罪会見を行った。管理人は神戸の友人でブログの管理人もしていたが、この年の9月24日に神戸に許可を取らずに無断で立ち上げたものであると説明した。ブログとTwitterは閉鎖された。この日だけで球団公式サイトのこの問題の報告に対して2000件以上の書き込みが行われ、その大半が批判的なものであった。

## 詳細情報

### 年度別打撃成績
| 年 度     | 球 団     | 試 合 | 打 席 | 打 数 | 得 点 | 安 打 | 二 塁 打 | 三 塁 打 | 本 塁 打 | 塁 打 | 打 点 | 盗 塁 | 盗 塁 死 | 犠 打 | 犠 飛 | 四 球 | 敬 遠 | 死 球 | 三 振 | 併 殺 打 | 打 率 | 出 塁 率 | 長 打 率 | O P S |
| --------- | --------- | ----- | ----- | ----- | ----- | ----- | -------- | -------- | -------- | ----- | ----- | ----- | -------- | ----- | ----- | ----- | ----- | ----- | ----- | -------- | ----- | -------- | -------- | ----- |
| 2008      | ロッテ    | 23    | 50    | 48    | 5     | 10    | 1        | 0        | 2        | 17    | 3     | 1     | 0        | 1     | 0     | 1     | 0     | 0     | 16    | 0        | .208  | .224     | .354     | .579  |
| 2009      | ロッテ    | 9     | 18    | 16    | 0     | 2     | 0        | 0        | 0        | 2     | 0     | 0     | 0        | 1     | 0     | 1     | 0     | 0     | 5     | 0        | .125  | .176     | .125     | .301  |
| 2010      | ロッテ    | 26    | 48    | 43    | 2     | 9     | 1        | 0        | 1        | 13    | 7     | 0     | 0        | 0     | 1     | 3     | 1     | 1     | 13    | 0        | .209  | .271     | .302     | .573  |
| 2011      | ロッテ    | 22    | 45    | 40    | 3     | 8     | 2        | 0        | 0        | 10    | 2     | 0     | 0        | 1     | 0     | 4     | 0     | 0     | 11    | 0        | .200  | .273     | .250     | .523  |
| 2013      | ロッテ    | 12    | 15    | 15    | 2     | 3     | 1        | 0        | 1        | 7     | 5     | 0     | 0        | 0     | 0     | 0     | 0     | 0     | 6     | 1        | .200  | .200     | .467     | .667  |
| 通算：5年 | 通算：5年 | 92    | 176   | 162   | 12    | 32    | 5        | 0        | 4        | 49    | 17    | 1     | 0        | 3     | 1     | 9     | 1     | 1     | 51    | 1        | .198  | .243     | .302     | .547  |

### 年度別守備成績
| 年 度 | 球 団  | 一塁  | 一塁  | 一塁  | 一塁  | 一塁  | 一塁     | 外野  | 外野  | 外野  | 外野  | 外野  | 外野     |
| 年 度 | 球 団  | 試 合 | 刺 殺 | 補 殺 | 失 策 | 併 殺 | 守 備 率 | 試 合 | 刺 殺 | 補 殺 | 失 策 | 併 殺 | 守 備 率 |
| ----- | ------ | ----- | ----- | ----- | ----- | ----- | -------- | ----- | ----- | ----- | ----- | ----- | -------- |
| 2008  | ロッテ | 4     | 26    | 4     | 1     | 2     | .968     | 16    | 22    | 1     | 1     | 0     | .958     |
| 2009  | ロッテ | 3     | 15    | 1     | 0     | 0     | 1.000    | 6     | 3     | 1     | 0     | 1     | 1.000    |
| 2010  | ロッテ | -     | -     | -     | -     | -     | -        | 1     | 1     | 0     | 0     | 0     | 1.000    |
| 2011  | ロッテ | 4     | 24    | 0     | 0     | 5     | 1.000    | 5     | 7     | 0     | 0     | 0     | 1.000    |
| 2013  | ロッテ | -     | -     | -     | -     | -     | -        | 4     | 2     | 0     | 0     | 0     | 1.000    |
| 通算  | 通算   | 11    | 65    | 5     | 1     | 7     | .986     | 32    | 35    | 2     | 1     | 1     | .974     |

### 記録
- 初出場・初先発出場：2008年5月5日、対オリックス・バファローズ6回戦（スカイマークスタジアム）、8番・右翼手で先発出場
- 初打席・初安打：同上、3回表に岸田護から左前安打
- 初打点：2008年5月9日、対東北楽天ゴールデンイーグルス7回戦（千葉マリンスタジアム）、9回裏に松本輝から右前適時打
- 初本塁打：2008年5月24日、対東京ヤクルトスワローズ2回戦（千葉マリンスタジアム）、2回裏に館山昌平から右越ソロ
- 初盗塁：同上、4回裏に二盗（投手：館山昌平、捕手：衣川篤史）

### 背番号
- 55 （2007年 -2014年）